# Le Saint (film, 1965)
Pour plus de détails, voir Fiche technique et Distribution.
Le Saint (মহাপুরুষ, Mahapurush) est un film indien réalisé par Satyajit Ray, sorti en 1965.

## Synopsis
Birinchi se fait passer pour un "sadhu" (sage, saint) et abuse de la crédulité d'un père et de sa fille Buchki. Ceci n'arrange pas les affaires de Satya, le fiancé de Buchki, qui craint que, en se convertissant, elle ne lui échappe. Il fera tout pour récupérer sa bien-aimée et confondre le "sadhu".

## Fiche technique
- Titre : Le Saint
- Titre original : মহাপুরুষ (Mahapurush)
- Réalisation : Satyajit Ray
- Scénario : Rajshekhar 'Parashuram' Basu
- Production : R.D. Bansal
- Musique : Satyajit Ray
- Photographie : Soumendu Roy
- Montage : Dulal Dutta
- Décors : Bansi Chandragupta
- Pays d'origine :  Inde
- Format : Noir et blanc — 35 mm — 1,37:1 — Son : Mono
- Genre : Comédie
- Durée : 65 minutes
- Date de sortie : 1965

## Distribution
- Charuprakash Ghosh : Birinchi Baba
- Robi Ghosh : assistant de Birinchi Baba
- Prasad Mukherjee : Gurupada Mitter
- Gitali Roy : Buchki
- Satindra Bhattacharya : Satya
- Somen Bose : Nibaran
- Santosh Dutta : Professeur Nani
- Renuka Roy : Femme de Nani